# Televisión digital terrestre en Venezuela

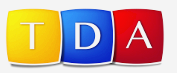
Logotipo de la Televisión Digital Abierta utilizado por el gobierno de Venezuela.

La televisión digital terrestre en Venezuela (comúnmente denominada bajo el nombre de Televisión Digital Abierta o por su acrónimo TDA) es el proyecto de televisión digital que se planteó para sustituir a la actual televisión analógica en Venezuela. Forma parte del Plan de Telecomunicaciones de CONATEL, mientras que su desarrollo y difusión son llevados a cabo de manera centralizada por la empresa pública de telecomunicaciones CANTV.

## Historia

### Década del 2000
La implementación de la televisión digital terrestre o televisión digital abierta (TDA) en Venezuela se inició en los meses de junio y julio de 2007, conjuntamente con el desarrollo de la Copa América 2007 en el país. Las pruebas se realizaron sólo en Caracas y mediante la supervisión de CONATEL, organismo rector y administrador del espectro radioeléctrico del Estado venezolano. En dicha oportunidad, se transmitieron los partidos del evento en 4 canales (2 públicos y 2 privados) que tuvieron los derechos de transmisión para Venezuela de los partidos: Meridiano Televisión, Venevisión, TVes, y Venezolana de Televisión (VTV). Las transmisiones, se hicieron durante mes y medio, con el estándar europeo DVB-T de primera generación.
Las exhibiciones al público fueron llevadas a cabo en tres centros comerciales de Caracas, aparte de la sede de CONATEL con el apoyo de Nokia, la empresa venezolana de telefonía Movilnet y la Embajada de España en Caracas. También se informó entonces que se preveía total cobertura de la televisión digital en el país para el año 2017. Sin embargo, luego de este evento deportivo, no se habló acerca del nuevo servicio de TDA en Venezuela. De hecho, en su momento existió cierto hermetismo por parte del Estado.

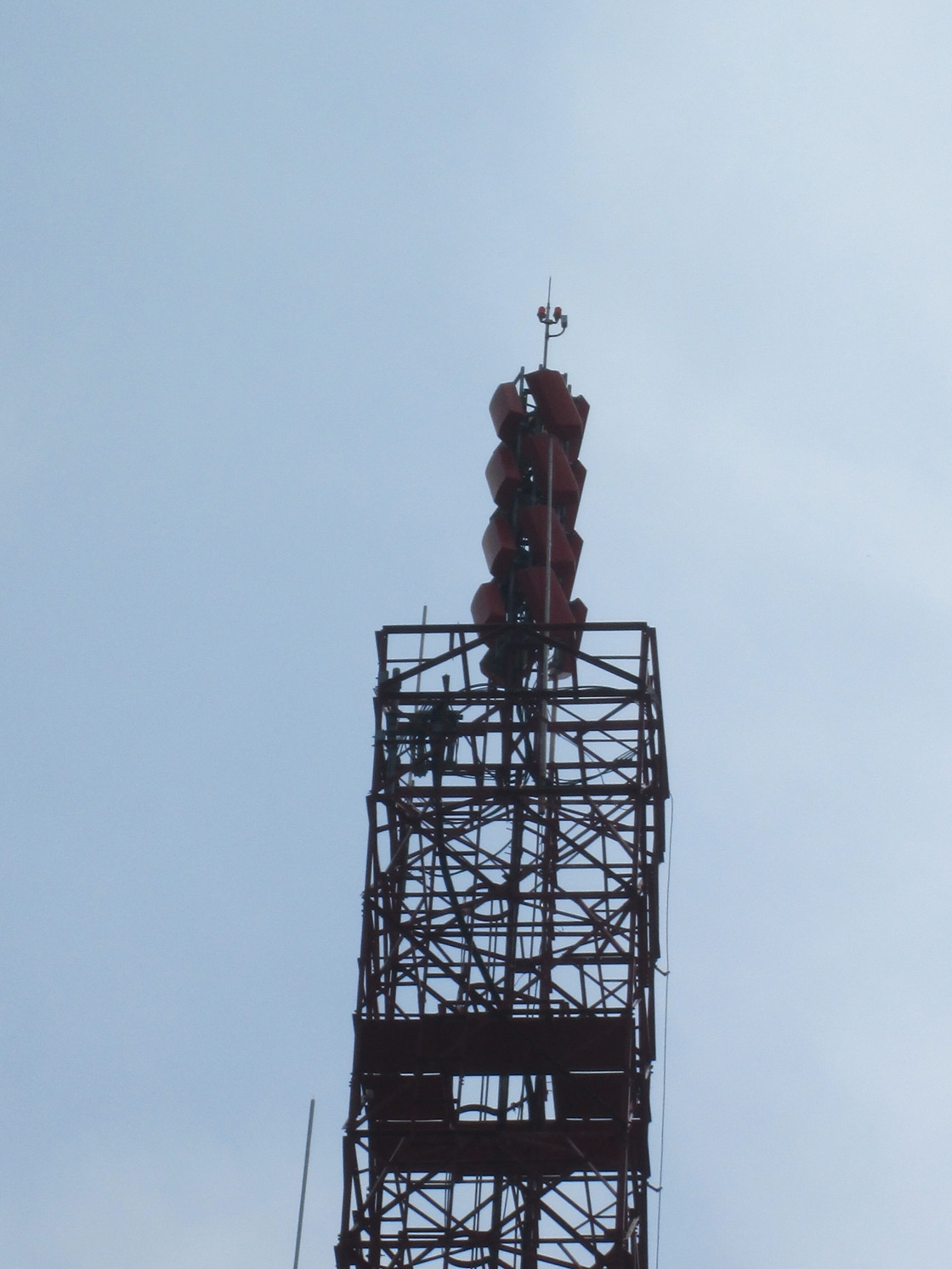
Arreglo de antenas para transmisión de Televisión Digital Abierta, instalado en una torre localizada en el cerro El Calvario, Maracay.

El tema fue retomado el día 21 de julio de 2009, cuando el entonces presidente Hugo Chávez aseguró que su administración evaluaba además del estándar japonés-brasileño (ISDB-Tb o SBTVD), el nuevo estándar europeo DVB-T2, y el estándar chino DTMB. Se descartó desde un principio el estándar norteamericano ATSC, debido a que no correspondía con el ideal socialista del gobierno. Además, el gobernante destacó que la transferencia tecnológica era una condición indispensable para el acuerdo con el proveedor del sistema de televisión digital. 
El 9 de agosto de 2009, nuevamente el mandatario venezolano se refirió al tema durante su programa dominical Aló Presidente, declarando que estaba "a punto de cerrar el acuerdo con Japón y Brasil para instalar el sistema más avanzado de televisión digital en Venezuela". El 6 de octubre de 2009 Venezuela adoptó oficialmente el estándar ISDB-Tb como su estándar de TDA, según anunció el entonces Ministro del Poder Popular para la Ciencia, Tecnología e Industrias Intermedias, Jesse Chacón, quién también declaró que la norma elegida otorgaría a Venezuela un modelo más avanzado de televisión digital y con mayor capacidad tecnológica. La decisión fue publicada tardíamente en la Gaceta Oficial el 19 de febrero de 2013. Además enfatizó que más allá de las ventajas tecnológicas que traerá al país el estándar digital japonés, el mayor beneficio será el valor de la inclusión social. 
Este ministerio, en coordinación con la Fundación Centro Nacional de Desarrollo e Investigación (CENDIT), solicitó al gobierno del Japón una serie de seminarios que sirvieron de base a la implementación de la Televisión Digital Terrestre (TDT) en Venezuela, organizados del 1 al 12 de febrero de 2010, en la ciudad de Tokio. En estas actividades estuvieron involucrados representantes del Ministerio del Poder Popular para la Comunicación y la Información (Venezolana de Televisión, TeleSur y ViVe), CONATEL, de la Universidad Central de Venezuela y Universidad de Los Andes y del entonces denominado Ministerio de Ciencias y Tecnologías de Información (CANTV, CNTI, CENDIT y RED TV). 
Dentro de las actividades pautadas, hubo seminarios de capacitación y profundización del estándar de TDT seleccionado por Venezuela el 6 de octubre de 2009, así como visitas a centros de investigación y desarrollo en materia de televisión, canales de televisión y algunos de los lugares desde donde se hace la transmisión y distribución de señal de TV digital. 

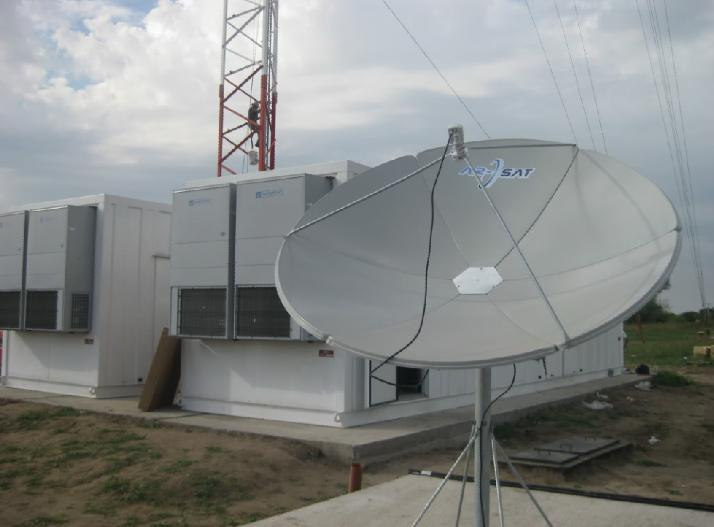
Estación digital terrestre. En primer plano, se muestra la antena receptora del satélite necesario para el transporte de las señales de televisión digital abierta.

### Década del 2010
Las pruebas de televisión digital terrestre en Venezuela, se iniciaron con año y medio de retraso, el 6 de junio de 2011 usándose el canal 43 de la banda UHF en Caracas, para difundir tres tipos de señales digitales: una en definición estándar (SD), otra en alta definición (HD) y una última para dispositivos móviles, pero el contenido, por falta de equipamiento para lanzar una señal totalmente digital, seguía siendo analógico y la señal era convertida a digital a través de unos equipos especiales donados por el gobierno de Japón. 
No obstante, fue instalado un transmisor de 5 kW de potencia, ubicado en lo alto del parque nacional Waraira Repano y trabajando a 60% de su capacidad, para intentar igualar, con 3 kW, la cobertura o "huella" de la señal analógica de Venezolana de Televisión en la ciudad capital. Las pruebas de esta televisora se realizaron en el canal 8.1 y las del canal Colombeia en el canal 8.2. 
El 20 de marzo de 2012, CANTV firmó un convenio con la empresa ARSAT de Argentina para instalar trece estaciones de transmisión de televisión digital en las trece principales ciudades del país. Dentro del inicio de las transmisiones de televisión digital abierta, Venezolana de Televisión realizó el primer paso de la migración de la televisión analógica a digital a partir del 6 de octubre de 2009 y comenzó a emitir su señal digital en el canal 22.1 en paralelo con su señal analógica.
Posteriormente se añadieron otros 13 canales del Estado venezolano: 123TV, Colombeia, Alba TV, ViVe, Telesur, TVes, Asamblea Nacional Televisión y SiBCI HD, único canal en alta definición del país; además de los canales privados Venevisión, Televen y Meridiano Televisión. Luego, fueron incorporados los canales TV ConCiencia, TV FANB, Zum TV (Canal del Ministerio del Poder Popular para la Juventud), posteriormente reemplazado por el canal chino CCTV Español (actualmente CGTN Español), Ávila TV, el canal ruso RT en Español y PDVSA TV (Canal de la empresa petrolera PDVSA) posteriormente reemplazado por la señal de Globovisión, además de las versiones para receptores móviles de VTV, TVES, Telesur y Ávila TV. 
Se espera la incorporación posterior de canales de televisión privados, cuyos propietarios aún no han recibido las habilitaciones correspondientes de CONATEL, además de emisoras radiales públicas y privadas. 
La puesta en marcha definitiva de la TDA ocurrió el 20 de febrero de 2013 en el sector Casalta II en la Parroquia Sucre, en Caracas con una infraestructura consistente en 13 antenas de transmisión y nueve estaciones adicionales, cubriéndose inicialmente 13 ciudades del país.
El 1 de diciembre de 2014, en convenio con el gobierno de Rusia, fue incorporado a la plataforma de televisión digital abierta el canal de noticias RT en Español, siendo ésta la primera vez que un canal extranjero es añadido a un sistema de televisión abierta venezolano. Este canal fue incorporado previamente a la televisión digital abierta de Argentina.
El 30 de julio de 2018, el presidente de la televisora La Tele Tuya informó que este fue incorporado a la parrilla de canales de la TDA en el canal 24.4, a su vez que ingresaba el canal argentino, TV Pública.

### Década del 2020
En la Televisión Digital abierta en el canal 25.6, el canal petrolero PDVSA TV cesó sus emisiones el 10 de diciembre del 2020 y es reemplazado por Globovisión. Posteriormente en julio del 2022, ingresó el canal de variedades venezolano, Canal I en el canal 23.6, y a inicios de 2023 el canal comunitario Alba TV cesó sus emisiones y no ha encontrado un reemplazante para ocupar el canal 25.2, siendo mientras tanto ocupado por una retransmisión de Venezolana de Televisión.
La fecha establecida para la realización del apagón analógico en Venezuela, de acuerdo con CONATEL, era el 1 de enero de 2020, pero debido al poco mantenimiento y cuidado de las instalaciones de retransmisión, sumado a la falta de cobertura ha causado que no se llevara a cabo el apagón de la señal analógica para la fecha prevista y la suspensión de la ampliación de la cobertura ha causado que la misma se vea limitada y retrocedida en el país.

## Distribución de equipos

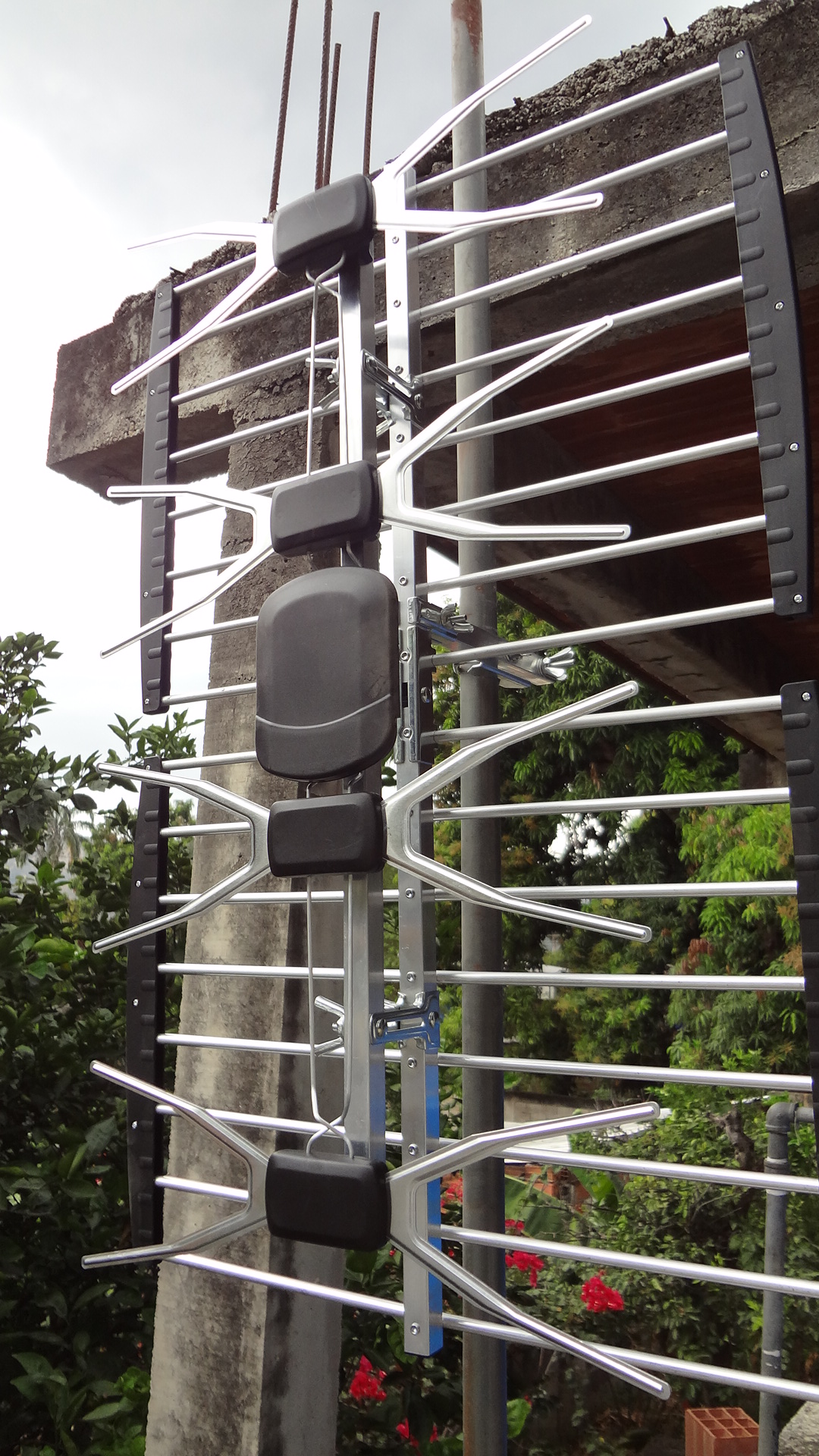
Instalación de una antena externa UHF para recibir televisión digital abierta.

El gobierno empezó a distribuir sintonizadores digitales gratuitamente a familias de escasos recursos económicos que carecían de servicios de televisión por suscripción y a venderlos a bajo costo al resto de la población en las oficinas comerciales de CANTV junto con las antenas externas. Las piezas son fabricadas en Argentina por las empresas Coradir y Novatech y luego ensambladas en Venezuela, a través de la empresa estatal Industrias Canaima. Posteriormente a la distribución de los decodificadores, la empresa Novatech comenzó a ensamblar receptores de televisión con el decodificador incorporado para el gobierno venezolano que empezó a venderlos en las oficinas comerciales de CANTV, desde octubre del año 2013.
A la par con la distribución de estos dispositivos, el gobierno venezolano creó una página web sobre la televisión digital abierta venezolana, además de un servicio telefónico gratuito para asesorar a los televidentes. Sin embargo, años después, esta página fue desactivada.
Actualmente los equipos de TDA pueden ser encontrados en la página de FTA Venezuela para su compra.

## Especificaciones técnicas
La norma técnica adoptada para la transmisión de TV digital terrestre en Venezuela es la ISDB-Tb, denominada también SBTVD (Sistema Brasileiro de Televisão Digital, en castellano: Sistema Brasileño de Televisión Digital). Esta norma está basada en la japonesa ISDB-T, pero, a diferencia de aquella, la señal de video es comprimida mediante la norma H.264 y la de audio con HE-AAC. El formato de video debe ser compatible con los receptores de definición estándar de 480i y los de hasta 1080i con una velocidad de 29,97 cuadros por segundo, según la convención estadounidense para la codificación en color NTSC.
La norma ISDB-Tb permite que en cada canal UHF puedan ser emitidas típicamente hasta cinco señales de definición estándar, o dos de alta definición, y adicionalmente una señal para dispositivos móviles. Las señales móviles son recibidas en dispositivos preparados para recibir TV en la norma ISDB-Tb como PDAs, teléfonos inteligentes y computadoras de tableta. La emisión móvil se realiza en uno de los trece segmentos en que la norma ISDB-Tb divide el ancho de banda de cada canal UHF, de ahí que al servicio para receptores móviles se le denomine en idioma inglés One seg.
Para la interactividad con el usuario, la norma prevé el uso del middleware Ginga, para la ejecución de aplicaciones enviadas junto con la señal de televisión o autónomas en televisores con receptor digital externo o interno. Además de esto, está prevista la función de guía electrónica de programas la cual, al momento de escribir esta sección no está implementada, a diferencia de la identificación de cada canal la cual es transmitida junto con cada señal.
El gobierno nacional, mediante la empresa CANTV, administra cuatro frecuencias ubicadas en los canales 22 al 25, las cuales son comunes a todo el territorio nacional. Por otra parte, se ha previsto que en cada ciudad se cuente con la posibilidad de agregar canales locales en otras frecuencias.

## Transmisión de señales
El mecanismo planteado por el Estado venezolano para transmitir las señales de televisión digital, implica el uso exclusivo de instalaciones de la empresa estatal de telecomunicaciones CANTV que es la empresa encargada de difundir a través de una sola antena todas las señales disponibles a un área de cobertura determinada. El equipo de transmisión consiste en cabecera, telepuerto y transmisores.

### Cabecera
Es la instalación que recibe todos los flujos de señales televisivas a ser digitalizadas, sin importar su resolución. 

### Telepuerto
Después de la digitalización, las señales son subidas por esta instalación, mediante una antena parabólica al satélites Intelsat 14 y Intelsat 35e. Algunas de estas señales estarán destinadas al servicio pago prestado por CANTV llamado CANTV Satelital.

### Transmisor
El equipo transmisor, colocado en la parte más alta de la zona donde se provee la señal digital de televisión, posee otra antena parabólica que recibe del satélite mencionado el conjunto de señales. Dentro de esta instalación, los flujos de señales son organizados y controlados constantemente y es bajada la frecuencia de transmisión hasta llegar al rango que pueden manejar los receptores fijos y móviles. Los transmisores son administrados por la empresa estatal Red de Transmisiones de Venezuela, que cumple la misión de trasnportar las señales de televisión y radio del Estado Venezolano.

## Lista de canales
El sistema ISDB-Tb elegido por el gobierno venezolano permite la creación de una red de frecuencia única por lo que, en todo el país, se utilizan para todas las señales de televisión idénticas frecuencias, lo que facilita a los usuarios la sintonización de las señales disponibles. Luego de la desactivación del satélite Venesat-1, ocurrida el día 13 de marzo de 2020, que emitía hacia las estaciones terrestres digitales, el gobierno venezolano contrató los servicios de la empresa estadounidense Intelsat que ha dispuesto el satélite Intelsat 35e para que, desde el día 12 de junio de 2020, sea reactivado el servicio de Televisión Digital Abierta en el país. Esta es la lista actualizada de canales:
| Canal y frecuencia | Subcanal | Nombre               | Temática    | Relación de aspecto y resolución | Formato de audio          |
| 22 (521 MHz)       | 1        | VTV HD               | Informativo | HDTV 1920x1080i60                | HE-AACv2, 32kbps, estéreo |
| 22 (521 MHz)       | 2        | Telesur              | Informativo | SDTV 528x480i60                  | HE-AACv2, 32kbps, estéreo |
| 22 (521 MHz)       | 3        | HispanTV             | Variedades  | SDTV 528x480i60                  | HE-AACv2, 32kbps, estéreo |
| 22 (521 MHz)       | 4        | RT en Español        | Noticias    | -                                | -                         |
| 22 (521 MHz)       | 10       | VTV Móvil            | Informativo | One-Seg 320x240p15               | HE-AACv2, 20kbps, estéreo |
| 23 (527 MHz)       | 1        | TVes                 | Variedades  | SDTV 704x480i60                  | HE-AACv2, 32kbps, estéreo |
| 23 (527 MHz)       | 2        | TLT                  | Variedades  | SDTV 528x480i60                  | HE-AACv2, 48kbps, mono    |
| 23 (527 MHz)       | 3        | Meridiano Televisión | Deportivo   | SDTV 528x480i60                  | HE-AACv2, 32kbps, estéreo |
| 23 (527 MHz)       | 4        | Venevisión           | Variedades  | SDTV 528x480i60                  | HE-AACv2, 32kbps, estéreo |
| 23 (527 MHz)       | 5        | Televen              | Variedades  | HDTV 528x480i60                  | HE-AACv2, 32kbps, estéreo |
| 23 (527 MHz)       | 6        | Canal I              | Variedades  | SDTV 528x480i60                  | HE-AACv2, 32kbps, estéreo |
| 23 (527 MHz)       | 10       | TVes Móvil           | Variedades  | One-Seg 320x240p15               | HE-AACv2, 20kbps, estéreo |
| 24 (533 MHz)       | 1        | ShowVen TV           | Musical     | HDTV 720x480i60                  | HE-AACv2, 32kbps, estéreo |
| 24 (533 MHz)       | 2        | CGTN-Español         | Variedades  | SDTV 544x480i60                  | HE-AACv2, 32kbps, estéreo |
| 24 (533 MHz)       | 3        | 123TV                | Infantil    | SDTV 528x480i60                  | HE-AACv2, 32kbps, estéreo |
| 24 (533 MHz)       | 4        | ConCiencia TV        | Científico  | SDTV 528x480i60                  | HE-AACv2, 32kbps, estéreo |
| 24 (533 MHz)       | 5        | Ávila TV             | Variedades  | SDTV 528x480i60                  | HE-AACv2, 32kbps, estéreo |
| 24 (533 MHz)       | 6        | TVT                  | Variedades  | -                                | -                         |
| 24 (533 MHz)       | 10       | Ávila TV Móvil       | Variedades  | One-Seg 320x240p15               | HE-AACv2, 20kbps, estéreo |
| 25 (539 MHz)       | 1        | ViVe                 | Variedades  | SDTV 528x480i60                  | HE-AACv2, 32kbps, estéreo |
| 25 (539 MHz)       | 2        | Alba TV              | -           | SDTV 528x480i60                  | HE-AACv2, 32kbps, estéreo |
| 25 (539 MHz)       | 3        | Colombeia            | Educativa   | SDTV 528x480i60                  | HE-AACv2, 32kbps, estéreo |
| 25 (539 MHz)       | 4        | ANTV                 | Legislativa | SDTV 528x480i60                  | HE-AACv2, 32kbps, estéreo |
| 25 (539 MHz)       | 5        | TV FANB              | Militar     | SDTV 528x480i60                  | HE-AACv2, 32kbps, estéreo |
| 25 (539 MHz)       | 6        | Globovisión          | Informativo | SDTV 528x480i60                  | HE-AACv2, 32kbps, estéreo |
| 25 (539 MHz)       | 10       | Telesur Móvil        | Informativo | One-Seg 320x240p15               | HE-AACv2, 20kbps, estéreo |

## Actualización
En el momento en que se escribe esta sección, el proyecto parece haber sido descuidado o abandonado por el Estado Venezolano. Esto se deduce de los siguientes hechos, los cuales no han sido reseñados por los medios de comunicación venezolanos:
- Desaparición del teléfono gratuito y de la opción en la aplicación móvil VenApp para denunciar fallas del sistema.
- La Red de Transmisiones de Venezuela, que sigue existiendo y que llevaba el proyecto de la Televisión Digital Terrestre en el país, junto con CANTV, ha cerrado algunas de sus oficinas.
- No han sido inauguradas nuevas torres de transmisión que requieren, junto a su equipo y el personal respectivo, de fuertes inversiones.
- Ciertos canales no tienen señal como el medio ruso RT en Español y el brasileño TVT (TV dos Trabalhadores).
- Han sido suspendidas las 4 señales móviles ofrecidas al público, y, de hecho, no se ofrecen equipos móviles celulares que capten señales del estándar de la TDA venezolana.
- No se han incorporado canales locales.
- En algunas estaciones terrenas han sucedido casos de vandalismo por robos de baterías de emergencia para respaldo temporal de energía eléctrica, no hay sistemas activos de aire acondicionado para refrigeración de los equipos y hay transmisores fuera del aire, probablemente dañados o no los hay al ser trasladados a otras estaciones terrenas, lo que explica por qué con frecuencia no pueden ser captadas todas las señales que el sistema ofrece.
- No han sido realizadas nuevas entregas de decodificadores de televisión digital abierta en sectores populares.
- Se desconoce si el proyecto de ensamblar los decodificadores en el país está activo.
- El público prefiere el acceso a la Televisión Digital mediante empresas operadoras de cable o satelitales y conexiones a Internet veloces por fibra óptica mediante los dispositivos reproductores de medios digitales de marcas tales como Roku y ONN, entre otros, que ofrecen mayor cantidad y variedad de señales de televisión, incluso aquellas que han sido bloqueadas en el país por el ente regulador de telecomunicaciones CONATEL.